# Pierre Joliot
Pierre Joliot (Paris, 12 de março de 1932) é um bioquímico francês.
Pesquisador do Centre National de la Recherche Scientifique (CNRS) desde 1956, tornou-se diretor de pesquisa em 1974 e membro de seu conselho científico em 1992. Foi um conselheiro científico do primeiro-ministro francês, de 1985 a 1986 e é membro da Academia Europaea. Comendador da Ordem Nacional do Mérito (França) (1982) e da Ordem Nacional da Legião de Honra (1984).
Pierre Joliot foi professor da cátedra de bioenergética celular (1981–2002) no Collège de France e é agora professor emérito. É membro da Académie des Sciences.

## Família
Joliot descende de uma família de notáveis cientistas. Seus avós, Marie Curie e Pierre Curie, foram laureados com o Nobel de Física de 1903 (juntamente com Antoine Henri Becquerel) pelo estudo da radioatividade. Seus pais, Irène Joliot-Curie e Frédéric Joliot-Curie foram laureados com o Nobel de Química de 1935, pela descoberta da radioatividade artificial. Sua irmã, Hélène Langevin-Joliot, é uma física nuclear.

## Obras
- La Recherche Passionément, Odile Jacob, 2001, ISBN 2738109403